# Barbacou lancéolé
Micromonacha lanceolata
Genre
Espèce
Statut de conservation UICN

 LC  : Préoccupation mineure
Le Barbacou lancéolé (Micromonacha lanceolata) est une espèce d'oiseaux de la famille des Bucconidés.

## Taxonomie
C'est la seule espèce du genre Micromonacha.
D'après la classification de référence (version 5.2, 2015) du Congrès ornithologique international, cette espèce est monotypique (non divisée en sous-espèces).

## Répartition
Son aire s'étend du Costa Rica à l'ouest de l'Amazonie.